# Юль, Енс
Енс Юль, Йенс Ёргенсен Юль (дат. Jens Jørgensen Juel; 12 мая 1745, Бальслев [ныне в коммуне Миддельфарт], Южная Дания — 27 декабря 1802, Копенгаген) — датский живописец, портретист, один из основоположников (наряду с Николаем Абрахамом Абильгором) национальной школы живописи. С 1784 года — профессор Датской королевской академии искусств в Копенгагене. Позднее — её директор. Писал портреты, пейзажи, натюрморты. Автор ряда картин на исторические сюжеты.

## Биография

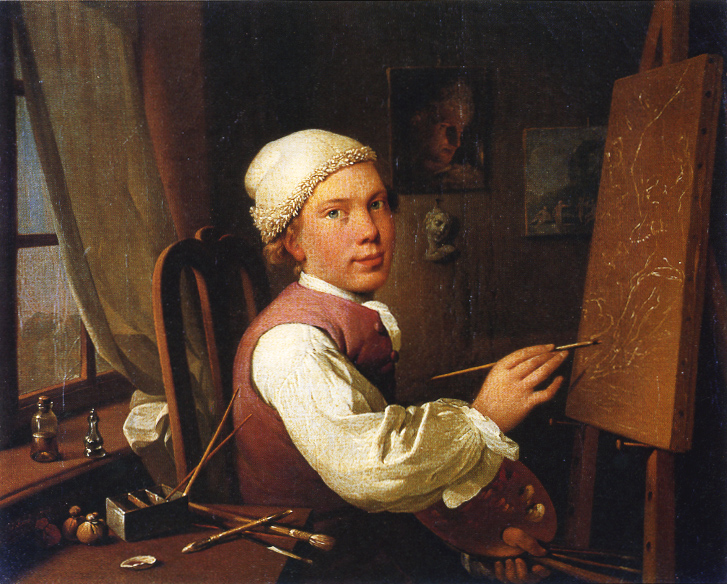
Автопортрет у мольберта. 1766. Холст, масло. Датская королевская академия искусств. Зал Совета, Копенгаген

Художник родился в доме своего дяди по материнской линии Йохана Йоргенсена в Бальслеве на острове Фюн. Енс Юль был внебрачным сыном Вильгельмины Элизабет Юль (1725—1799), горничной в Ведельсборге, и «воспитанного джентльмена», вероятно, Веделла или камергера Енса Юля (1707—1775).
Енс рано проявил интерес к искусству живописи, и после конфирмации родители отдали его в ученики к художнику Иоганну Михаэлю Герману в датский город Гамборг, где Юль проработал учеником художника в течение пяти-шести лет. Когда ему было немногим более двадцати он приехал в Копенгаген и учился в Датской королевской академии искусств.
В 1772—1780 годах он жил и работал в Риме, позднее отправился в Париж, который был тогда важным центром искусства живописного портрета. В 1777 году художник приехал в Женеву (Швейцария), где прожил два года у своего друга натуралиста Шарля Бонне (1720—1793), который в своём загородном доме собрал вокруг себя небольшой кружок датских художников. Вместе с тремя другими художниками Юэль иллюстрировал натуралистическую и философскую «Историю Бонне».
В Женеве Юль написал множество портретов, в том числе портрет голландско-швейцарской писательницы Изабель де Шаррьер (Белль ван Зёйлен). Благодаря Бонне репутация художника распространилась на Данию.
Через восемь лет в 1780 году Юль вернулся в Данию после недолгого пребывания в Гамборге, где, среди прочих, встретил поэта Фридриха Готлиба Клопштока, автора «Мессии»; у себя дома он написал известную картину «Поэт Мессии» (Messiadens Digter). В Копенгагене Йенс Юль стал портретистом королевского дома и многих аристократических заказчиков.
4 апреля 1782 года он был единогласно избран членом Датской королевской академии искусств. Он стал директором Академии в 1795 году и оставался на этой должности до своей смерти
9 февраля 1790 года Енс Юль женился на дочери придворного садовника Розине Доршель. У них было немало детей, сыновей и дочерей, большинство из которых умерли в молодом возрасте.
Енс Юль скончался в возрасте 57 лет на Рождество 1802 года, через шесть дней после того, как его старый и верный друг Йоханнес Видевельт утонул в озере Сортедамссен. Юль оставил жену с седьмым ребенком. Енс Юль был похоронен на кладбище Ассистенс в Копенгагене.
Автопортрет художника был напечатан на банкнотах номиналом 100 крон серии 1972 года, выпущенных примерно в 1999 году.

## Галерея

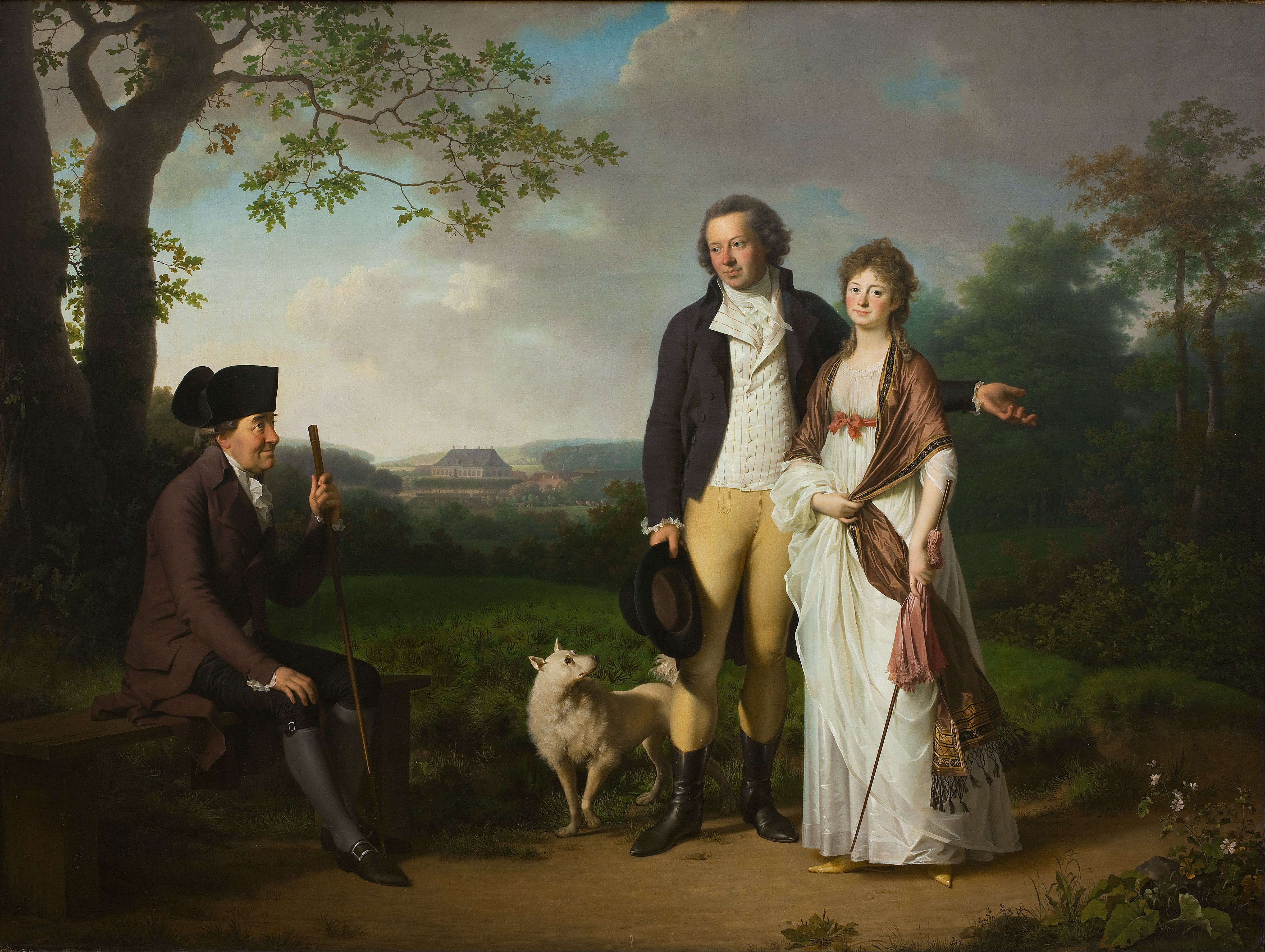
Нильс Рюберг с сыном Юханом Кристианом и невесткой Энгельке, урождённой Фальбе. 1797. Холст, масло. Государственный музей искусств, Копенгаген
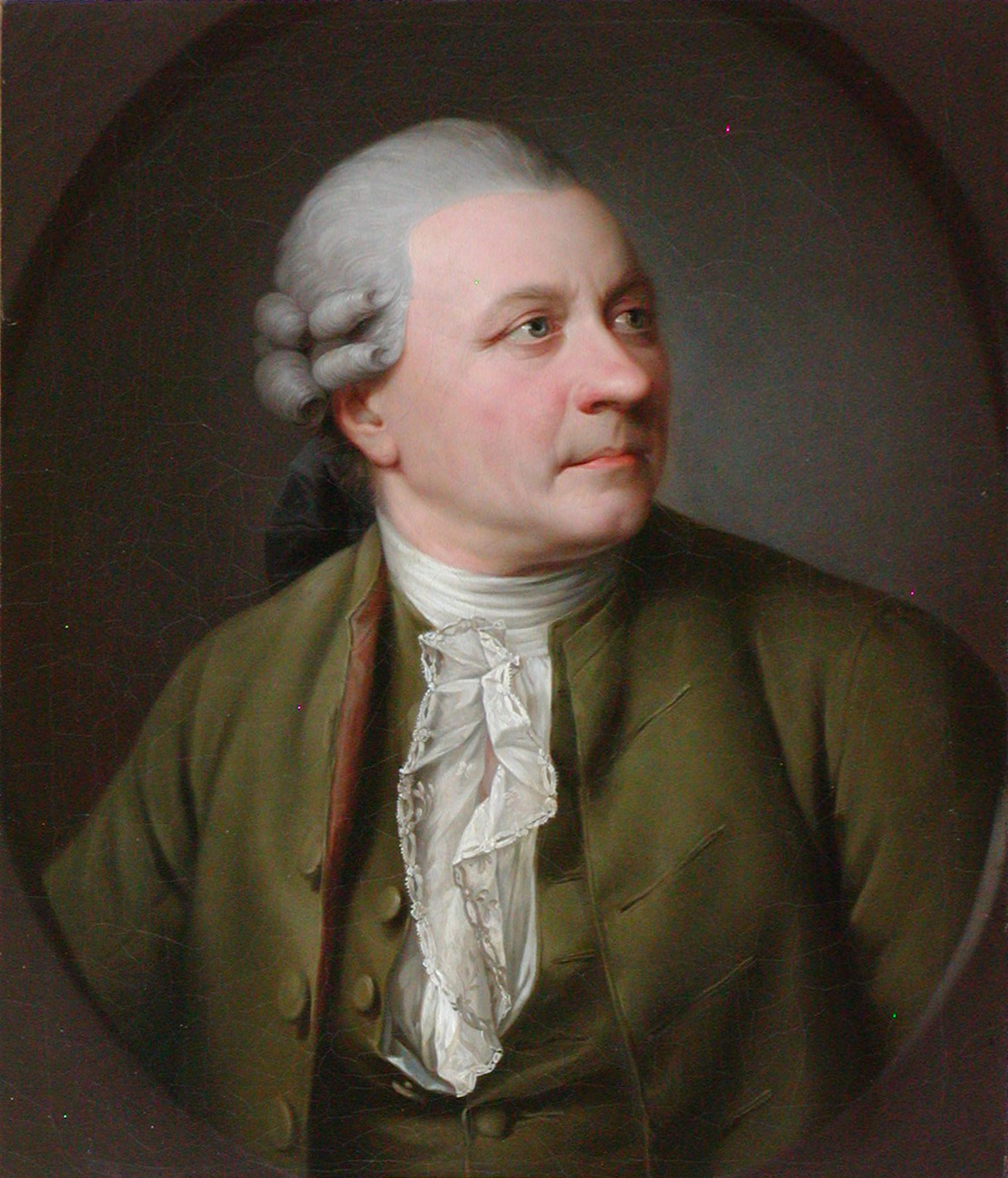
Фридрих Готлиб Клопшток. Ок. 1779. Холст, масло. Музей национальной истории, Фредериксборг
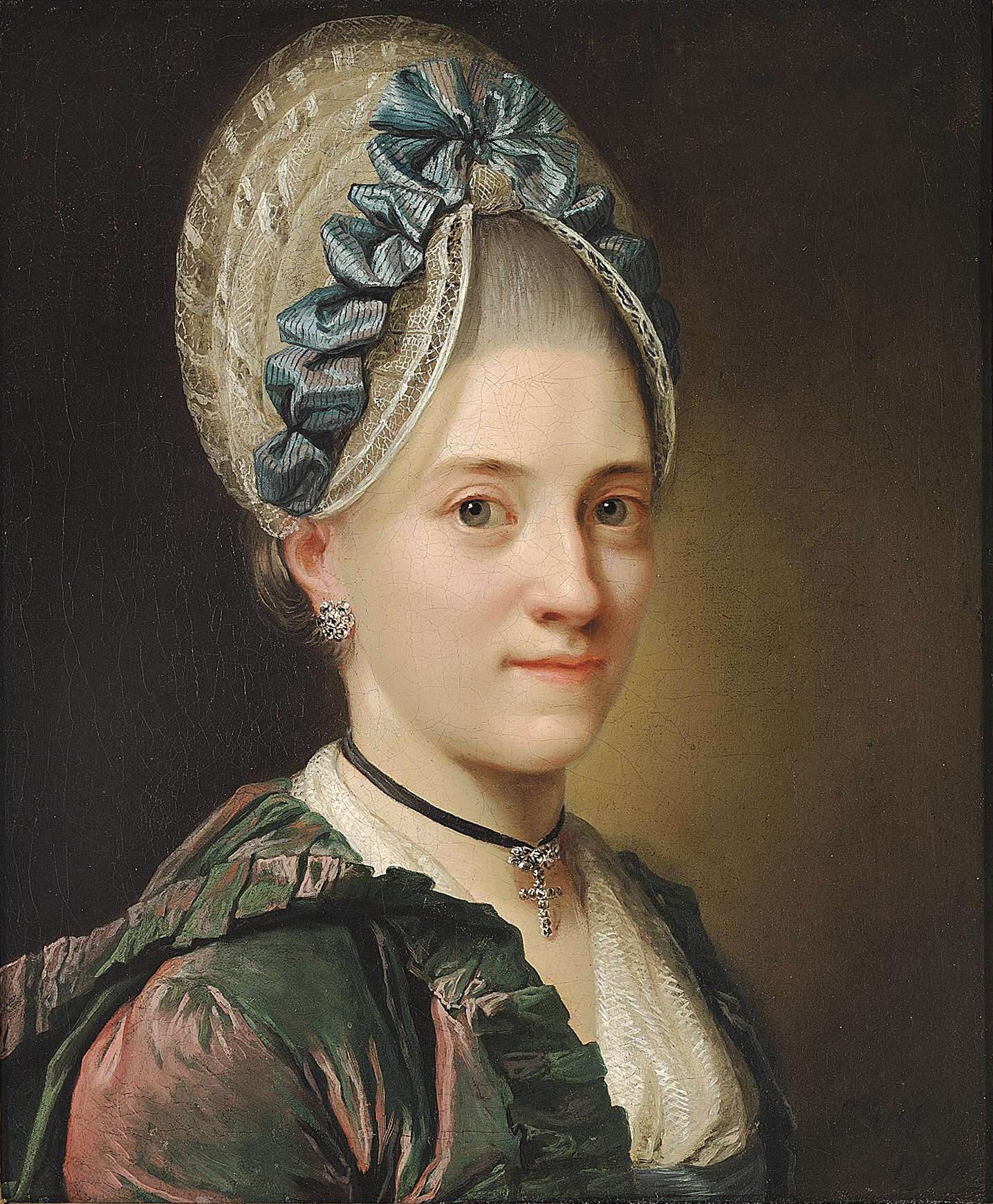
Портрет Йоханны Джорджии Лунд, урожденной Либенберг. 1771. Холст, масло. Частное собрание
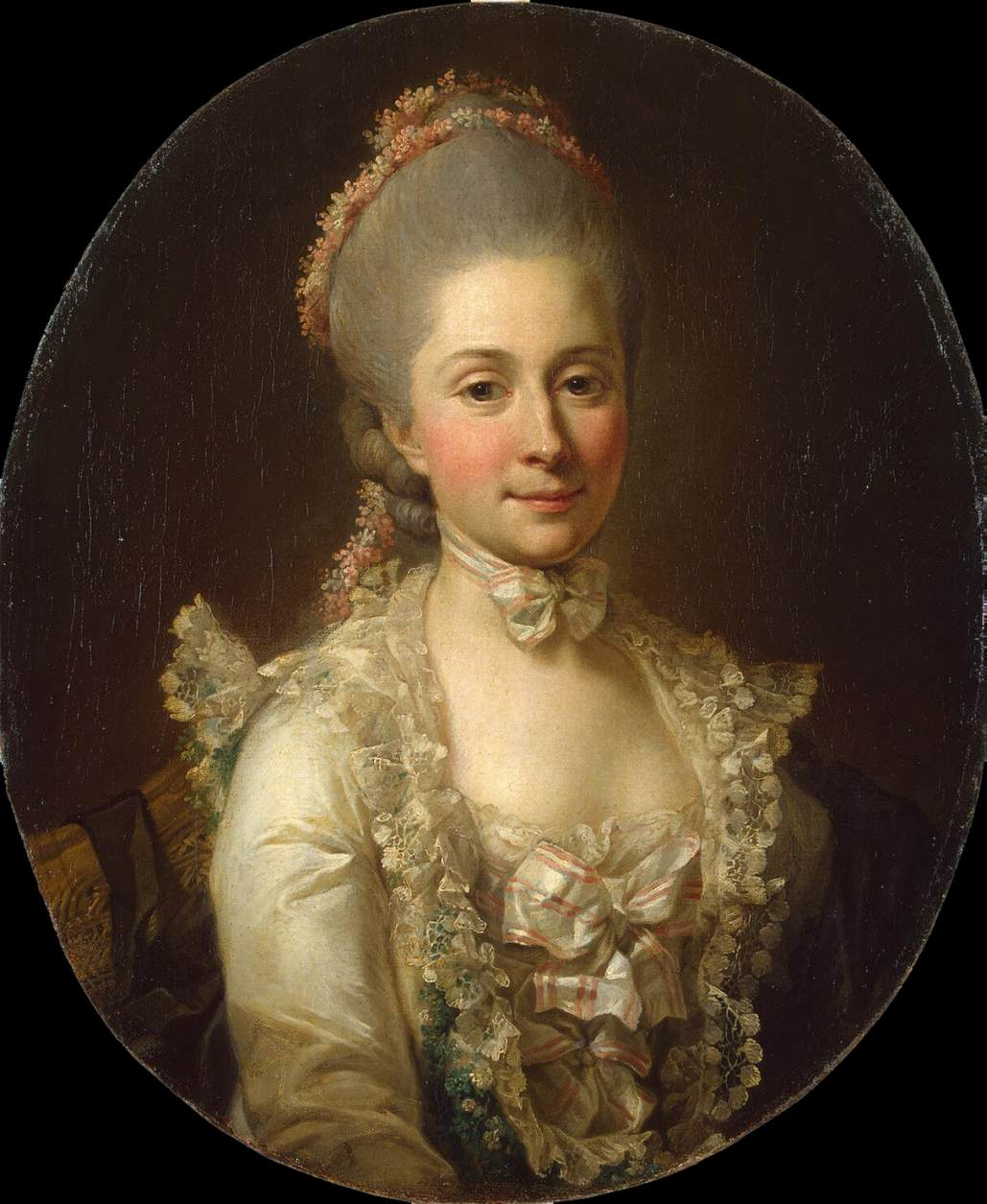
Портрет Екатерины Петровны Шуваловой. Между 1773 и 1774. Холст, масло. Государственный Эрмитаж, санкт-Петербург
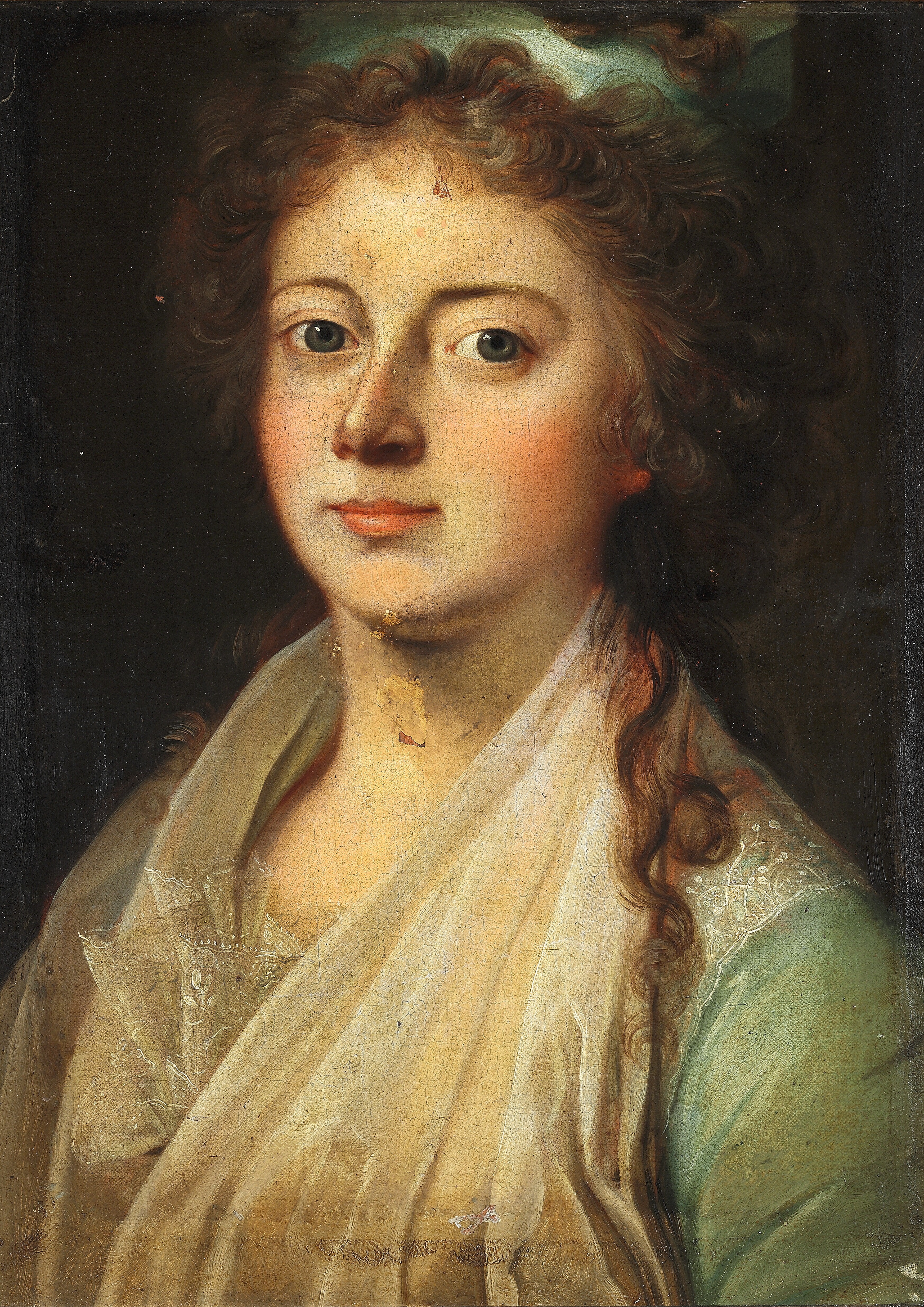
Портрет Марии Софии Гессен-Кассельской, супруги Фредерика VI. 1790-е. Холст на дереве, масло. Частное собрание
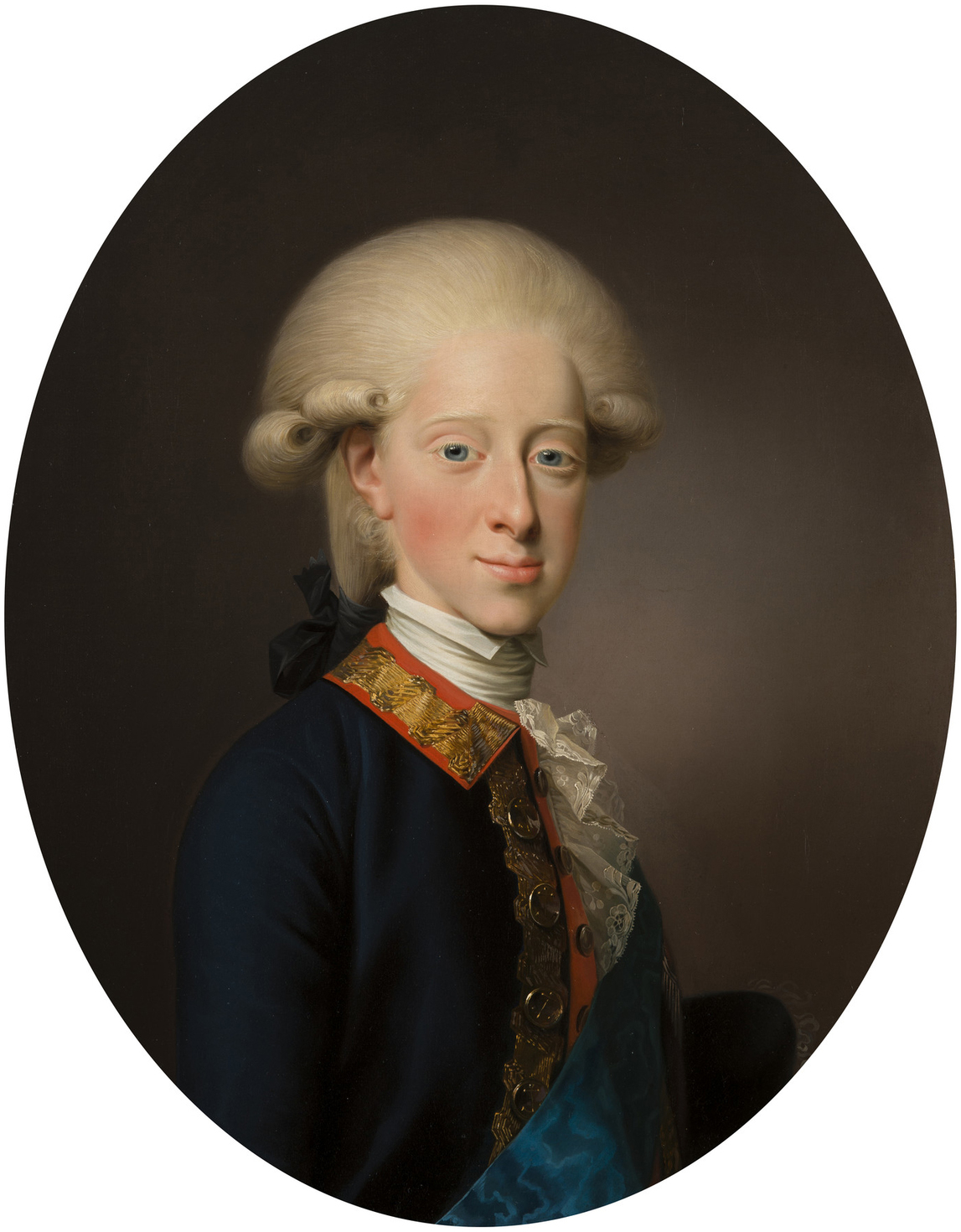
Фредерик VI, король Дании. 1784. Холст, масло. Королевская коллекция, Великобритания
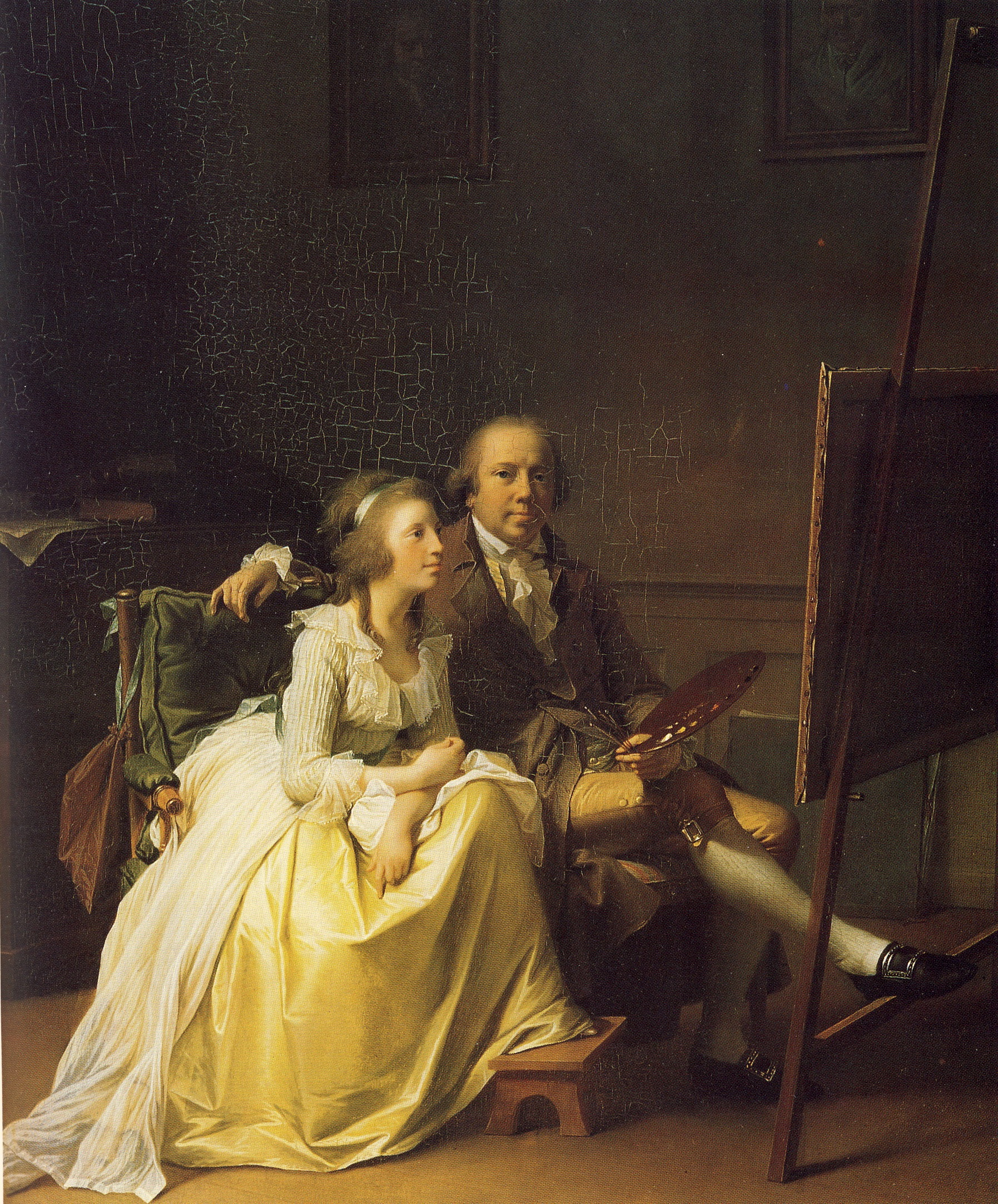
Автопортрет художника с женой Розиной, урождённой Доршель. 1791. Дерево, масло. Государственный музей искусств, Копенгаген
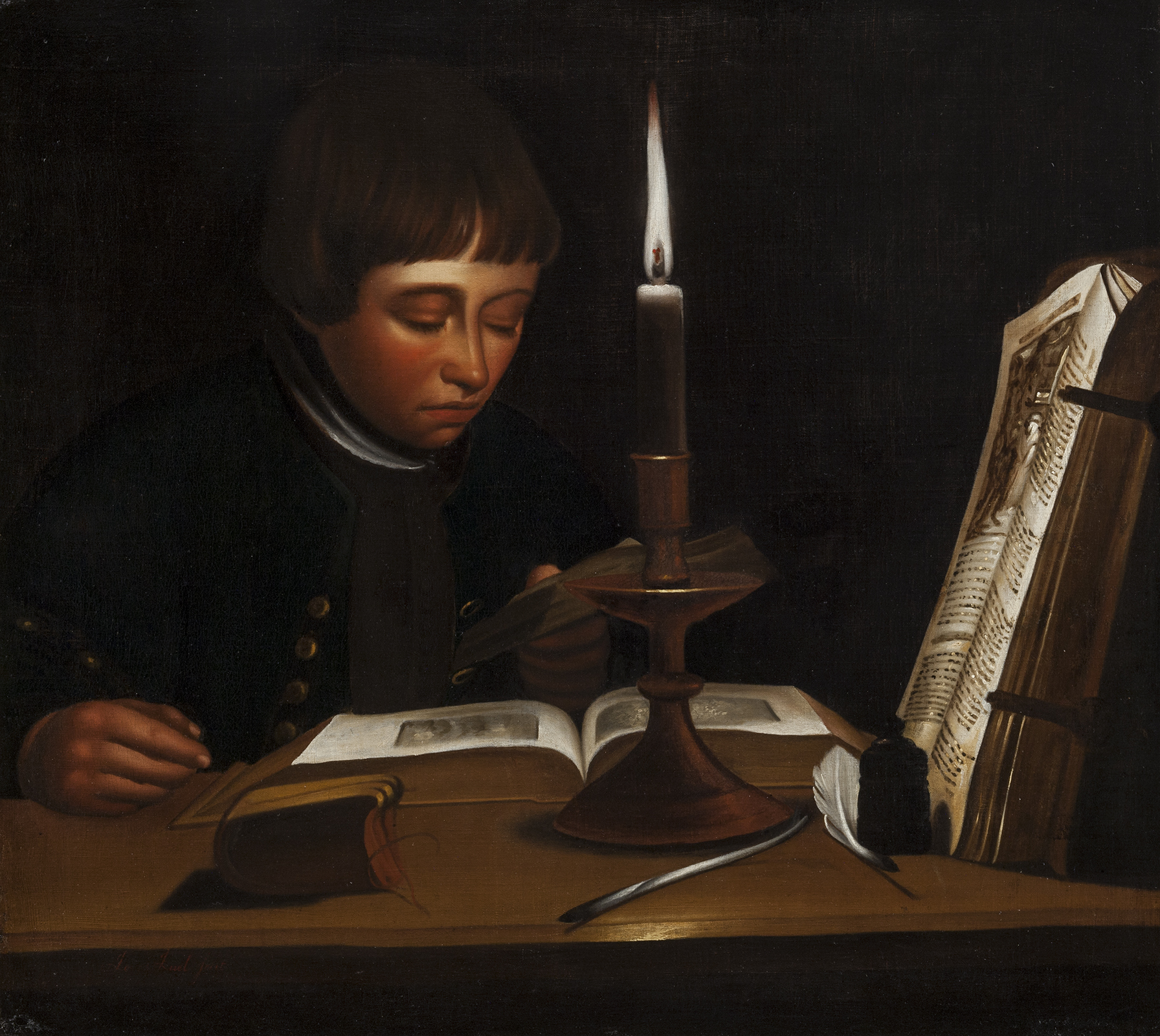
Юноша, читающий при искусственном свете. Между 1763 и 1764. Холст, масло. Государственный музей искусств, Копенгаген